# I (F-BLOODの曲)
「「I」」(アイ)は、F-BLOOD1枚目のシングル。1997年11月26日ポニーキャニオンから発売された。

## 概要
藤井フミヤ・藤井尚之によるユニットのデビュー・シングル。

## 収録曲
全曲作詞:藤井フミヤ　 作曲:藤井尚之
編曲:小倉博和、有賀啓雄&F-BLOOD
1. 「I」 (5:22) 
フジテレビ系『HEY!HEY!HEY! MUSIC CHAMP』エンディング・テーマ。
2. Going Home (4:28) 
ダイドードリンコ「デミタスコーヒー」CMソング。
3. 「I」 (INSTRUMENTAL) (5:21)
4. Going Home (INSTRUMENTAL) (4:28)